# SOMPOひまわり生命保険
SOMPOひまわり生命保険株式会社（ソンポひまわりせいめいほけん）は、日本の生命保険会社で、SOMPOホールディングス（旧・NKSJホールディングス→損保ジャパン日本興亜ホールディングス）の完全子会社である。

## 概要
元々は外資系の生命保険会社としてアイ・エヌ・エイ生命保険株式会社が設立（SOMPOひまわり生命保険となった現在でも設立日となっている）され、2001年1月に当時の安田火災海上保険の子会社となる。
2011年10月1日に合併され、2014年9月の商号変更の際には、ロゴマークを現在のSOMPOホールディングスグループ共通のロゴマークに改められた。
2019年10月に、2014年9月の商号変更時に長かった商号を短くするため、「SOMPO」を冠した商号に変更された。

## 沿革
損保ジャパンひまわり生命保険・日本興亜生命保険も参照。
- 1981年7月 - Life Insurance Company of North Americaの100%出資会社としてアイ・エヌ・エイ生命保険株式会社を設立。1982年4月に営業を開始。
- 1996年8月
  - 日本火災海上保険が100%出資する生命保険子会社として日本火災パートナー生命保険株式会社を設立。同年10月に営業を開始。
  - 興亜火災海上保険が100%出資する生命保険子会社として興亜火災まごころ生命保険株式会社を設立。同年10月に営業を開始。
- 1997年1月 - アイ・エヌ・エイ生命保険株式会社がアイ・エヌ・エイひまわり生命保険株式会社に商号変更。
- 2001年1月 - アイ・エヌ・エイひまわり生命保険が安田火災海上保険の子会社になり、併せて、安田火災ひまわり生命保険株式会社に商号変更。
- 2001年4月 - 親会社同士の合併に伴い、日本火災パートナー生命保険と興亜火災まごころ生命保険が合併し、日本興亜生命保険株式会社に商号変更。
- 2002年7月 - 親会社の安田火災海上保険が合併に伴って損害保険ジャパンに改称したことを受け、安田火災ひまわり生命保険が損保ジャパンひまわり生命保険株式会社に商号変更。
- 2011年10月1日 - NKSJホールディングス株式会社（現・SOMPOホールディングス株式会社）の設立に伴って同じグループ会社となった損保ジャパンひまわり生命保険と日本興亜生命保険が合併し、NKSJひまわり生命保険株式会社に商号変更。併せて、同社の直接子会社に移行した。
- 2014年9月1日 - 損害保険ジャパン日本興亜の発足に伴い損保ジャパン日本興亜ひまわり生命保険株式会社に商号変更[3]。
- 2016年
  - 9月1日 - 株式会社NTTドコモの販売店（キャリアショップ）である「ドコモショップ」での取り扱いを開始。
  - 9月20日 - インターネット専売の臓器移植医療給付金付先進医療保険「Linkx coins（リンククロス コインズ）」の発売を皮切りに、健康サービスブランド「Linkx（リンククロス）」の展開を開始。
- 2019年10月1日 - SOMPOひまわり生命保険株式会社に商号変更[2]。同時に、企業スローガンとして「あなたが健康だと、だれかがうれしい。」を制定[4]。
- 2021年8月17日 - 当社初のアスリートスポンサー契約として、プロゴルファー金谷拓実選手との準所属契約を締結[5]。
- 2024年4月1日 - 企業スローガンを「あなたらしい健康が、咲き誇る。」へ改定[6]。

## テレビCM
イメージキャラクター
- ベッキー（2012年2月1日〜2016年1月）
  - 2012年2月1日からベッキーを起用したテレビコマーシャルを放映していた[7]。
- 関ジャニ∞（当時・現:SUPER EIGHT、2014年9月6日〜2014年9月）
  - もともと損保ジャパン日本興亜（現・損保ジャパン）のCMに出ていたことから、社名変更を機に「〜ひまわり生保」のCMに登場[8]。ベッキーも引き続き登場し、共演することで損保ジャパン日本興亜グループ誕生をアピールした。
- 城桧吏（2019年9月12日〜2020年8月）
  - SOMPOひまわり生命保険への商号変更を告知する企業CMに起用。本作が初めてのTVCM出演となった[9]。
- 井川遥（2020年8月30日～2024年3月）
  - 2020年8月30日から放映のティザー篇（予告篇）でナレーション出演し[10]、同年9月27日から放映の本篇で出演していた[11]。
- 佐藤栞里（2024年4月3日～）
  - 前述した企業スローガンの改定に伴う企業CMに起用[12]。

## 提供番組
- AKBINGO!（日本テレビ）
- 恋愛総選挙（フジテレビ）
- 乃木坂って、どこ?（テレビ愛知）
- HKT48のおでかけ!（TBS）
- ひるおび! （TBS・12時台前半隔日提供）
- アイ・アム・冒険少年（TBS・月曜ドラマスペシャル時代から続いたヤマザキビスケットから引き継いだ）
- にじいろジーン（関西テレビ・当時イメージキャラクターだったベッキーがMCとして出演していた一時期）